# Дзиза Віталій Олексійович
Віта́лій Олексі́йович Дзиза (нар. 1 жовтня 1994, с. Трудове, Більмацький район, Запорізька область, Україна — 10 березня 2017, с. Гнутове, підпорядковане Кальміуській райраді міста Маріуполь, Донецька область, Україна) — український військовослужбовець морської піхоти, старший матрос Військово-морських сил Збройних сил України, учасник російсько-української війни.

## Біографія
Народився 1994 року на Запоріжжі, в селі Трудове Більмацького (колишнього Куйбишевського) району. Був молодшим із чотирьох дітей у сім'ї. Коли Віталію було два роки, родина переїхала до села Смирнове, що розташоване неподалік. Після смерті батька переїхав із матір'ю у сусіднє село Вершину Другу. Закінчив Смирнівську середню школу. По тому навчався в ліцеї у Бердянську. Після навчання працював будівельником.
Ще до війни, за запрошенням, поїхав працювати в РФ, на будівництво. Там познайомився з майбутньою дружиною, українкою. Повернувшись додому і дочекавшись народження доньки, 16 червня 2016 року вступив на військову службу за контрактом.
Старший матрос, старший навідник гранатометного відділення взводу вогневої підтримки 1-ї роти 501-го окремого батальйону морської піхоти 36-ї окремої бригади морської піхоти ВМС ЗС України. З 15 жовтня 2016 року постійно перебував у зоні бойових дій, виконував завдання на території проведення антитерористичної операції, Оперативно-тактичне угруповання «Маріуполь».
10 березня 2017 року загинув під час обстрілу взводного опорного пункту поблизу села Гнутове, — унаслідок прямого влучання в окоп снаряда 120-мм калібру дістав множинні уламкові поранення тіла, помер за 10 хвилин на очах побратимів.
Похований 13 березня на сільському кладовищі с. Смирнове Більмацького району.
Залишились мати Валентина Петрівна, сестра Олена, брати Сергій та Юрій, дружина Інеса Олександрівна та 11-місячна донька Альбіна. Старший брат Сергій також служить у Збройних силах України.

## Нагороди
- Указом Президента України № 104/2017 від 10 квітня 2017 року, «за особисту мужність, виявлену у захисті державного суверенітету та територіальної цілісності України, самовіддане виконання військового обов'язку», нагороджений орденом «За мужність» III ступеня (посмертно)[1].
- Нагороджений медаллю «Захисник Маріуполя».
- 21 вересня 2017 року нагороджений орденом «За заслуги перед Запорізьким краєм» III ступеня (посмертно).

## Вшанування пам'яті
15 березня 2018 року в с. Смирнове відбулося відкриття меморіальної дошки на честь загиблого воїна Віталія Дзизи.

## Інше
Уродженцем села Смирнове є генерал-лейтенант радянської армії Дзиза Олександр Матвійович (1919—1993).